# Boyacá Chicó Fútbol Club
El Boyacá Chicó Fútbol Club és un club colombià de futbol de la ciutat de Tunja.
Va ser fundat el 26 de març de 2002 a Bogotà amb el nom de Deportivo Bogotá Chicó F.C., nom d'un dels barris de la ciutat. Després d'assolir l'ascens a Primera B l'any 2003 i jugar una temporada a la capital del país, l'equip fou traslladat a la seva ciutat actual i rebatejat Boyacá Chicó F.C..

## Palmarès
- Fútbol Profesional Colombiano (1): 2008-A
- Primera B (1): 2003